# Tiuna
Tiuna UR-53AR50 — венесуэльская многоцелевая военная машина, представленная компанией CENARECA и производимая компанией Venezolana de Vehiculos para la Defensa. Сборочный завод расположен в Форт-Тиуне, Каракас, Венесуэла.
Дизайн Tiuna был создан компанией Toyota, чтобы конкурировать с американским Humvee. Tiuna впервые была представлена широкой публике 20 июля 2004 года.
Серийные автомобили производятся при поддержке компаний, которые поставляют запчасти для автомобилей, и кооперативов, работающих на сборочном заводе в Форт-Тиуне (штаб-квартира VVD).

## Варианты
Известны следующие варианты автомобиля Tiuna:
- Военный
  - Разведывательная машина
  - Противотанковый ракетный комплекс
  - Командно-штабная машина
  - Машина ПВО
    - Зенитный ракетный комплекс
    - Машина-буксир для зенитных пушек

  - Машина связи
  - Машина для борьбы с беспорядками
  - Машина с безоткатным орудием (M40)
  - Реактивная система залпового огня
- Другие
  - Транспорт для личного состава
  - Грузовик
  - Машина скорой помощи
  - Машина поддержки
  - Топливная машина
  - Автоцистерна для воды
- Гражданский
  - внедорожник

## Операторы

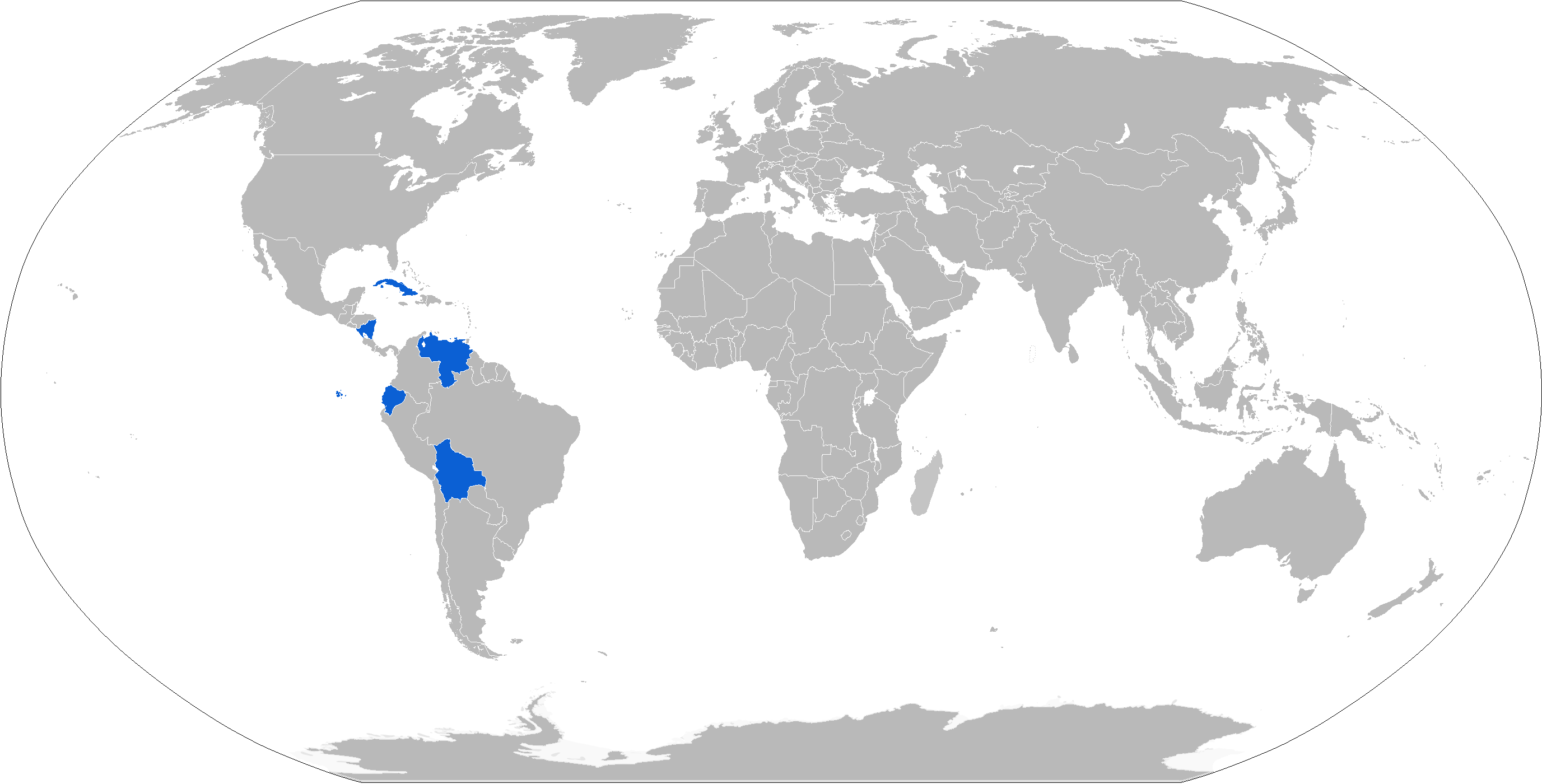
Карта операторов Tiuna (отмечены синим цветом)

- Боливия[2]
- Куба[2]
- Эквадор
- Венесуэла[2][3]